# 陶銳
陶銳，湖北省黃州府黃岡縣人，清朝政治人物。進士出身。
光緒二年（1876年），參加丙子恩科會試，得貢士第17名。殿試登進士2甲第128名。同年五月（6月3日），著分六部學習。